# 16th Anniversary Show
L'édition 2018 de Anniversary Show est une manifestation de catch (lutte professionnelle) en paiement à la séance, produite par la fédération américaine Ring of Honor (ROH), initialement diffusée en haute définition et en direct sur le câble et via satellite, aux États-Unis. Elle est également disponible en ligne, ainsi que sur le FiteTV. Le pay-per-view (PPV) se déroule le 9 mars 2018 au Sam's Town Hotel and Gambling Hall (en) à Las Vegas, dans le Nevada. Ce spectacle est considéré comme un des pay-per-view majeurs de la ROH, qui célèbre l'anniversaire de la fédération. Pour cette 16e édition de Anniversary Show, Dalton Castle est présenté sur l'affiche promotionnelle.

## Contexte
Les spectacles de la Ring of Honor en paiement à la séance sont constitués de matchs aux résultats prédéterminés par les scénaristes de la ROH. Ces rencontres sont justifiées par des storylines - une rivalité avec un catcheur, la plupart du temps - ou par des qualifications survenues au cours de shows précédant l'évènement. Tous les catcheurs possèdent un gimmick, c'est-à-dire qu'ils incarnent un personnage face (gentil) ou heel (méchant), qui évolue au fil des rencontres. Un pay-per-view comme Anniversary Show est donc un événement tournant pour les différentes storylines en cours.

### Dalton Castle contre Jay Lethal

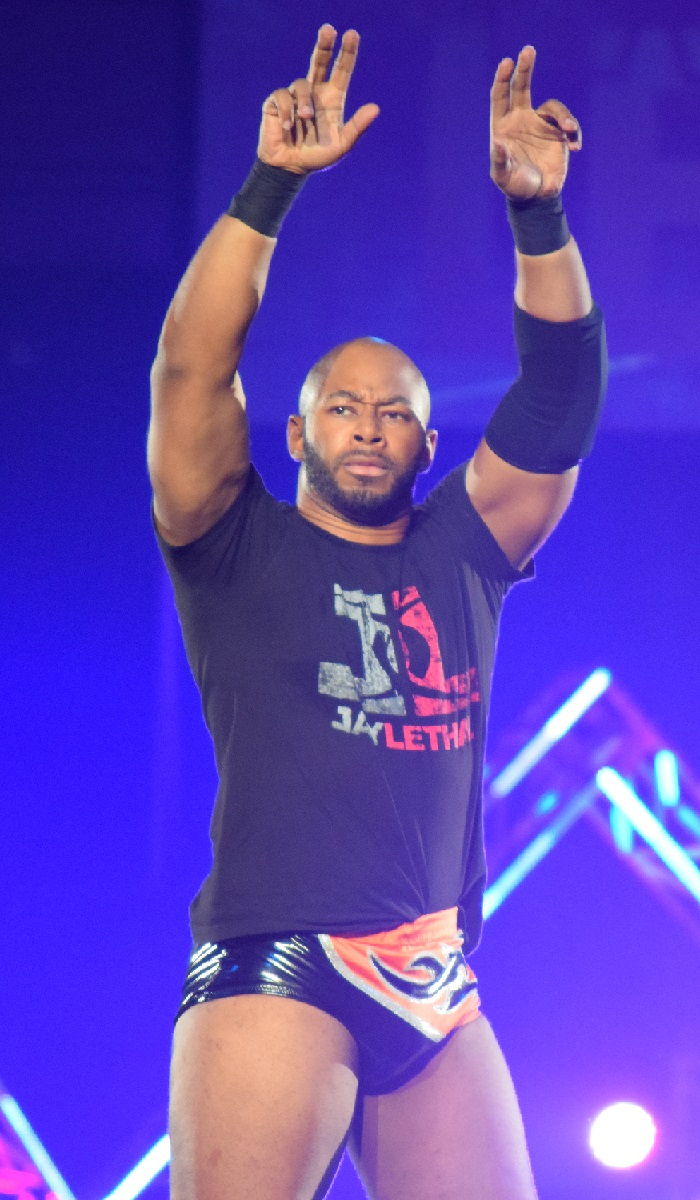
Jay Lethal tentera d'obtenir le titre mondial de la ROH pour la seconde fois face à Dalton Castle.

Au cours de Final Battle 2017, Dalton Castle gagne son match contre Cody et remporte pour la première fois le championnat du monde de la ROH. Il tentera ainsi de conserver son titre mondial face à un ancien champion, Jay Lethal, lors de cet évènement.

### Kenny King contre Silas Young
Au cours de  Final Battle 2017, Silas Young remporte le match contre le champion en titre Kenny King, Punishment Martinez et Shane Taylor et remporte le ROH World Television Championship. Le 10 février, Kenny King récupère sa ceinture aux dépens de Silas Young. Ils s'affrontent une nouvelle fois pour le titre dans un match revanche entre les deux protagonistes.

## Déroulement du spectacle
Cet évènement a été marqué par l'apparition surprise d'Austin Aries, qui vient après la victoire de Kenny King qui récupère donc son titre de la télévision des mains de Silas Young, et lui réclame un match de championnat pour ce titre sous prétexte qu'il n'a jamais eu cette ceinture par le passé.
L'apparition de Kenny Omega, déguisé en "Bury The Bear", dans le show a également été une surprise, à la suite de la victoire de Cody sur Matt Taven.
Le main-event de la soirée a vu la victoire de Dalton Castle sur Jay Lethal, qui conserve donc son titre mondial de la ROH après avoir contré le "Lethal Injection" de Jay Lethal, puis avoir enchaîné sur sa prise de finition le "Bang-a-Rang".

## Résultats
| #                                                                | Matchs | Stipulation                                                             | Durée |
| ---------------------------------------------------------------- | --- | ----------------------------------------------------------------------- | ----- |
| Dark (WOH)                                                       | Sumie Sakai bat Hana Kimura (avec Kagetsu) | Quart de finale du tournoi pour le Women of Honor World Championship    | 8:11  |
| Dark (WOH)                                                       | Tenille Dashwood bat Brandi Rhodes | Quart de finale du tournoi pour le Women of Honor World Championship    | 7:35  |
| 1                                                                | Hiromu Takahashi bat Flip Gordon | Match simple                                                            | 12:20 |
| 2                                                                | Marty Scurll bat Punishment Martinez | Match simple pour être challenger au ROH World Championship             | 10:33 |
| 3                                                                | Kenny King (c) bat Silas Young | Match simple pour le ROH World Television Championship                  | 14:35 |
| 4                                                                | SoCal Uncensored (The Addiction (Christopher Daniels & Frankie Kazarian) et Scorpio Sky) battent Bullet Club (The Young Bucks (Nick Jackson & Matt Jackson) et Hangman Page) (c) | Six-Man Tag Team match pour les ROH World Six-Man Tag Team Championship | 18:44 |
| 5                                                                | Cody bat Matt Taven | Match simple                                                            | 14:07 |
| 6                                                                | The Briscoe Brothers (Jay Briscoe & Mark Briscoe) battent Motor City Machine Guns (Alex Shelley & Chris Sabin) (c)                                                               | Match par équipe pour les ROH World Tag Team Championship               | 13:22 |
| 7                                                                | Dalton Castle (c) bat Jay Lethal | Match simple pour le ROH World Championship                             | 25:57 |
| (c) désigne le(s) champion(s) défendant son titre dans le match. | |                                                                         |       |